# Långträsk (Ingarö socken, Uppland)
Långträsk är en sjö i Värmdö kommun i Uppland och ingår i Norrström-Tyresåns kustområde. Sjön är 3,9 meter djup, har en yta på 0,03 kvadratkilometer och befinner sig 20,7 meter över havet. Vid provfiske har abborre, gädda och mört fångats i sjön.